# منوچهر کی‌مرام
منوچهر کی‌مرام (زاده ۱۳۰۶ در تهران – درگذشته ۲۵ آذر ۱۳۸۲ پاریس) فیلم‌نامه‌نویس اهل ایران بود. او تا زمان انقلاب یکی از پرکارترین فیلم‌نامه‌نویسان سینمای تجاری ایران محسوب می‌شد.

## زندگی‌نامه
منوچهر کی‌مرام در سال ۱۳۰۶ در تهران به دنیا آمد، او فارغ‌التحصیل دکترای دامپزشکی بود و سال‌ها در وزارت کشاورزی و اداره دامپروری به خدمت اشتغال داشت، اما آنچه بیشتر مورد علاقه او بود و به آن شناخته می‌شد نویسندگی داستان برای مجلات هفتگی تهران و فیلمنامه برای سینمای ایران بود.
وی فعالیت سینمایی خود را به عنوان نویسنده با فیلم «مرجان» (۱۳۳۵) به کارگردانی شهلا ریاحی آغاز کرد.
او در زمانی نوجوانی، به دلیل آشنایی پدرش با عبدالحسین نوشین، کارگردان و بازیگر تئاتر، به کلاس‌های او در حزب توده راه یافت و در نمایشنامه «توپاز» که نوشین به صحنه آورد نقش کوچکی ایفا کرد وعلاقه به تئاتر و نمایشنامه از همان‌جا بود که در او پا گرفت.
کی‌مرام در سال ۱۳۲۵ که نخستین داستانش را نوشت تا وقوع انقلاب اسلامی، حدود پانصد داستان با اسامی مستعار و بیشتر برای مجله زن روز بیش از چهل نمایشنامه برای رادیو و تلویزیون، حدود بیست نمایشنامه برای تئاتر و سی فیلمنامه برای سینمای آن زمان نوشت.
آخرین اثر او کتاب "رفقای بالاً خاطرات او از حزب توده است که ده سال پیش در تهران منتشر شد و به تجدید چاپ هم رسید.

کی‌مرام حدود دوازده سال پیش در گفتگویی با بی‌بی‌سی دربارهٔ فیلمنامه‌نویسی برای سینمای ایران، از جمله گفت: 
"اصولا آن سینمایی که من بیشتر تویش کار می‌کردم یا آلوده بودم، به این ترتیب نبود که من سناریوام را بنویسم و بگذارم زیربغلم و بگردم یک کارگردان پیدا کنم که این سناریو را فیلم بکند. در حقیقت مهم بازیگر اول فیلم بود که داستان روی کی نوشته شود. ما باید می‌دیدیم که کدام تهیه کننده برای کدام بازیگر دنبال سناریو می‌گردد؛ بنابراین سناریو را اساس بازیگر و مثل لباس بر تن او می‌دوختیم. نظریاتی که تهیه‌کننده می‌داد بعد از این مرحله بود. یعنی می‌گفت این دو" بزن بزن " کم داره یا دو تا آهنگ و آواز کم داره یا اینکه می‌گفت این‌جا خوب است اشکی بگیریم، وایده‌هایی از این قبیل. من هم تا آنجا که می‌شد به خورد قصه داد سعی می‌کردم این کار را بکنم.
منوچهر کی‌مرام بر اثر سکته قلبی در ۲۵ آذر ۱۳۸۲ در فرانسه درگذشت. پیکر وی بعدازظهر شنبه بیستم دسامبر ۲۰۰۳، کی‌مرام در «گورستان مون‌پارناس» پاریس به خاک سپرده شد.

## فعالیت‌ها
- فعالیت در مطبوعات با اسم‌های مستعار شادی و پروین در سال ۱۳۲۵.
- فعالیت در مجله زن روز به عنوان داستان‌نویس.
- فعالیت در رادیو و تئاتر به عنوان نمایشنامه نویس.
- عضو گروه تئاتر فردوسی (از ۱۳۲۶ تا ۱۳۲۷)
- بازیگر در تئاتر سعدی (از ۱۳۲۹ تا ۱۳۳۲)

## فیلمنامه
- فراشباشی (۱۳۵۴)
- بنده خدا (فیلم) (۱۳۵۳)
- آقا مهدی کله‌پز (۱۳۵۲)
- آسمون بی ستاره (۱۳۵۰)
- شاطر عباس (۱۳۵۰)
- عزیز قرقی (۱۳۵۰)
- عمو یادگار (۱۳۵۰)
- تاکسی عشق (۱۳۴۹)
- حسن فرفره (۱۳۴۹)
- شهر هرت (فیلم) (۱۳۴۹)
- عدل الهی (فیلم) (۱۳۴۸)
- قهوه‌خانه قنبر (فیلم) (۱۳۴۸)
- مردان روزگار (۱۳۴۸)
- نعره طوفان (۱۳۴۸)
- ببر مازندران (فیلم) (۱۳۴۷)
- به امید دیدار (فیلم ۱۳۴۷) (۱۳۴۷)
- بی‌گناهی در شهر (۱۳۴۷)
- داش احمد (۱۳۴۶)
- دختر طلا (۱۳۴۶)
- نیم وجبی (۱۳۴۶)
- مرجان (فیلم) (۱۳۳۵)

## کتاب‌ها
- رفقای بالا (زندگی‌نامه)